# كعكة هابي
الكعكة السعيدة هي كعكة فواكه استوائية ابتكرها صاحب مطعم هاوايي في عام 1967. يُشار إليها غالبًا باسم النسخة الهاوايية من كعكة الفواكه. تُصنع كعكة هابي من الأناناس، وجوز المكاديميا، وجوز الهند.

## المكونات
كعكة هابي هي كعكة مكتنزة تُصنع من الأناناس المحلي، وجوز المكاديميا، وجوز الهند.

## التاريخ
أُابتكرت كعكة هابي في مطعم كيموو فارمز بمنطقة واهياوا، هاواي، عام 1967 على يد ديك رودبي، صاحب المطعم المشهور بالموسيقى الهاوايية الحية. كما ظهر المطعم في فيلم فرانك سيناترا من هنا إلى الخلود تحت اسم تشافيز.
ألهمت حقول الأناناس المحيطة برودبي فكرة ابتكار نسخته الخاصة من كعكة الفواكه الهاوايية، وأطلق عليها اسم الكعكة السعيدة، مسجلا العلامة التجارية في سبتمبر 1969.